# Capasa chiarinii
Capasa chiarinii är en fjärilsart som beskrevs av Charles Oberthür 1883. Capasa chiarinii ingår i släktet Capasa och familjen mätare. Inga underarter finns listade i Catalogue of Life.